# Ibrahim Chenihi
Ibrahim Chenihi, né le 24 janvier 1990 à M'Sila en Algérie, est un footballeur international algérien, qui évolue au poste de milieu de terrain.
Il compte 3 sélections en équipe nationale depuis 2015.

## Biographie
Il est sélectionné en équipe d'Algérie par Christian Gourcuff pour disputer en mars 2015, un tournoi amical au Qatar.
En juillet 2015, à l'issue d'une saison réussie sur le plan individuel, Ibrahim Chenihi fait partie des joueurs cadres du MC El Eulma, comme l'attaquant Walid Derardja, qui décident de quitter le club à la suite de sa relégation en D2. Chenihi signe un contrat de trois ans en faveur du Club africain, dans le championnat tunisien, contre une indemnité de transfert de 400 000 euros. Une somme dont le CA ne s'acquitte pas, ce qui pousse le MCEE à se plaindre en février 2016 auprès de la FIFA qui sanctionne le club tunisien au mois de mai de la même année.
Le 12 mars 2017, dans le cadre de l'entrée en lice du Club africain en Coupe de la confédération 2017, Ibrahim Chenihi inscrit un quadruplé, permettant à son équipe de largement s'imposer 9-1 face au club sierra-léonais des Forces armées, qui déclare forfait pour le match retour. Le milieu de terrain termine la saison 2016-2017 avec un bilan individuel de 17 buts inscrits en 37 matchs, ce qui constitue son record de carrière.
La saison suivante s'avère toutefois plus compliquée pour Chenihi, qui exprime des velléités de départ en raison notamment de plusieurs mois de salaire impayés,,, tandis que son club employeur vit une situation financière délicate dans un climat de conflits internes au sein de sa direction. Du côté sportif, le joueur se blesse à la jambe le 26 novembre 2017 contre le Stade gabésien. Il s'agit de son dernier match sous les couleurs du Club africain, qu'il quitte définitivement lors du mercato hivernal, rejoignant le 26 janvier 2018 l'équipe de première division saoudienne, Al Fateh SC, pour une durée d'un an et demi.

## Statistiques
| Saison                | Club                  | Championnat           | Championnat | Championnat | Coupe(s) nationale(s) | Coupe(s) nationale(s) | Compétition(s) continentale(s) | Compétition(s) continentale(s) | Compétition(s) continentale(s) | Total | Total |
| Saison                | Club                  | Division              | M.          | B.          | M.                    | B.                    | Comp.                          | M.                             | B.                             | M.    | B.    |
| 2011-2012             | MC El Eulma           | 1                     | 5           | 0           | 0                     | 0                     | -                              | -                              | -                              | 5     | 0     |
| 2012-2013             | MC El Eulma           | 1                     | 28          | 6           | 2                     | 1                     | -                              | -                              | -                              | 30    | 7     |
| 2013-2014             | MC El Eulma           | 1                     | 30          | 6           | 1                     | 0                     | -                              | -                              | -                              | 31    | 6     |
| 2014-2015             | MC El Eulma           | 1                     | 30          | 7           | 2                     | 0                     | C1                             | 8                              | 0                              | 40    | 7     |
| 2015-2016             | Club africain         | 1                     | 23          | 7           | 4                     | 1                     | C1                             | 4                              | 1                              | 31    | 9     |
| 2016-2017             | Club africain         | 1                     | 23          | 9           | 5                     | 3                     | C3                             | 9                              | 5                              | 37    | 17    |
| 2017-2018             | Club africain         | 1                     | 6           | 2           | 0                     | 0                     | C3+C3                          | 4+0                            | 0+0                            | 10    | 2     |
| 2017-2018             | Al Fateh              | 1                     | 8           | 1           | 0                     | 0                     | -                              | -                              | -                              | 8     | 1     |
| 2018-2019             | Al Fateh              | 1                     | 30          | 4           | 1                     | 0                     | -                              | -                              | -                              | 31    | 4     |
| 2019-2020             | Damac FC              | 1                     | 17          | 2           | 0                     | 0                     | -                              | -                              | -                              | 17    | 2     |
| 2020-2021             | Damac FC              | 1                     | 9           | 2           | 0                     | 0                     | -                              | -                              | -                              | 9     | 2     |
| 2021-2022             | USM Alger             | 1                     | 19          | 0           | -                     | -                     | -                              | -                              | -                              | 19    | 0     |
| Total sur la carrière | Total sur la carrière | Total sur la carrière | 228         | 46          | 15                    | 5                     | -                              | 25                             | 6                              | 268   | 57    |

### Matchs internationaux
Le tableau suivant liste les rencontres de l'équipe d'Algérie dans lesquelles Ibrahim Chenihi a été sélectionné depuis le 26 mars 2015 jusqu'à présent.

## Palmarès
- Vainqueur de la  Coupe de Tunisie (1) :2017
  - Finaliste : 2016